# Syncom
Syncom (acronimo per synchronus communication satellite) è un programma lanciato dalla NASA per una serie di satelliti per telecomunicazioni in orbita geosincrona. I primi tre Syncom furono satelliti artificiali sperimentali costruiti dalla Hughes Aircraft Company; avevano forma cilindrica, con un diametro di circa 71 cm e un'altezza di circa 39 cm e pesavano 39 kg. Furono lanciati dalla base di Cape Canaveral Air Force Station.

## Syncom 1
Il Syncom 1 fu lanciato il 14 febbraio 1963 con un razzo vettore Delta B. Riuscì ad entrare il orbita, ma per un guasto elettronico non riuscì a realizzare un'orbita geosincrona e le comunicazioni caddero.

## Syncom 2
Il Syncom 2 fu il primo satellite per telecomunicazioni in orbita geosincrona. Fu lanciato il 26 luglio 1963 con un razzo vettore Delta B; la sua orbita era inclinata rispetto al piano equatoriale e quindi geosincrona, ma non geostazionaria. Durante il primo anno di vita del satellite la NASA condusse esperimenti di trasmissioni di voci e messaggi telegrafici. Nell'agosto 1963 il presidente degli USA John F. Kennedy telefonò al Primo Ministro della Nigeria Abulakar Balewa che si trovava a bordo della nave USNS Kingsport attraccata nel porto di Lagos; fu la prima telefonata dal vivo via satellite tra due capi di Stato. Syncom 2 realizzò anche esperimenti di trasmissioni televisive senza audio, che risultarono però di bassa qualità video.

## Syncom 3
Il Syncom 3 fu il primo satellite per telecomunicazioni in orbita geostazionaria. Fu lanciato il 19 agosto 1964 con un razzo vettore Delta D. Il satellite, in orbita vicino alla linea internazionale del cambio di data, aveva anche un canale a banda larga e fu usato per le trasmissioni televisive negli USA dei Giochi della XVIII Olimpiade che si svolsero in Giappone a Tokio. Il Syncom 3 non fu tuttavia il primo satellite ad avere trasmesso un programma televisivo attraverso l'Oceano Pacifico perché questo primato spetta al satellite Relay 1, che trasmise il primo programma televisivo dagli USA al Giappone nel novembre 1963, in occasione dell'assassinio del presidente Kennedy.